# Plebejus caerulescens
Plebejus caerulescens är en fjärilsart som beskrevs av Petersen 1902. Plebejus caerulescens ingår i släktet Plebejus och familjen juvelvingar. Inga underarter finns listade i Catalogue of Life.